# Manuel Antonio de la Torre
Manuel Antonio de la Torre fue el vigésimo quinto obispo del Paraguay y undécimo obispo de Buenos Aires (1765-1776). Fue el responsable de cumplir con la orden de expulsar a la Compañía de Jesús.

## Biografía

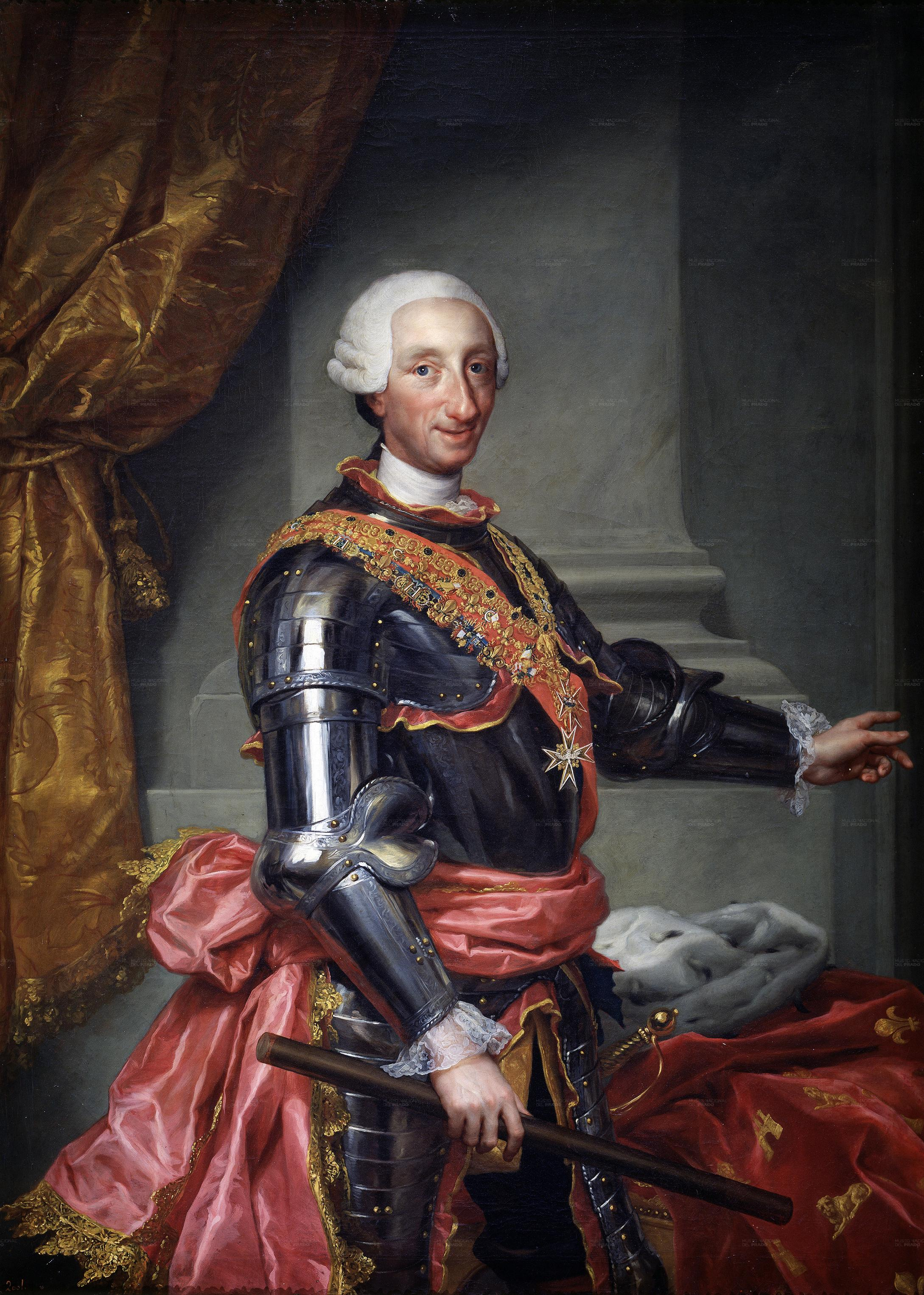
Carlos III de España.

Manuel Antonio de la Torre nació en la villa de Autillo de Campos, provincia de Palencia, Castilla, el 1 de enero de 1705. Proveniente de una humilde familia de origen campesino, realizó sus estudios elementales con los Dominicos en Palencia y Valladolid sin efectuar estudios superiores. 
Formó parte del presbiterio de Palencia y se desempeñó hasta los cincuenta años de edad como párroco de su ciudad natal en sustitución del obispo de Palencia, quien poseía ese cargo en propiedad. 
Se lo nombró luego, visitador en su diócesis cuando en febrero de 1756 se le comunicó su designación como obispo de Asunción del Paraguay por influencia del arzobispo inquisidor general Manuel Quintano Bonifaz, llegando su nombramiento el 24 de mayo de ese año.  
En su nombramiento no se efectuó el trámite normal: el Consejo de Indias no intervino con propuesta sino que fue directamente nombrado por el rey Carlos III de España. De la Torre era un regalista convencido y se suele ver en su designación la elección de un hombre adecuado para cooperar en la expulsión de la Compañía de Jesús.

### Paraguay
Arribó a Buenos Aires en junio de 1757 siendo consagrado obispo por el titular de esa diócesis, Cayetano Marcellano y Agramont, el 25 de julio de 1757. 
Días más tarde partió para su sede, donde llegó el 18 de diciembre de aquel año, convirtiéndose en el vigésimo quinto obispo del Paraguay. 
Inició su visita pastoral y atendiendo tanto a su importancia como a las instrucciones específicas del rey se concentró en las reducciones jesuíticas en la región guaranítica.
En efecto, a consecuencia de los graves desórdenes suscitados en las misiones poco tiempo antes, la oposición al Tratado de Madrid (1750) y la Guerra Guaranítica, tenía órdenes reservadas de inspeccionar las Misiones. El padre Panas que lo acompañaba confirma en sus notas de viaje el origen de las instrucciones: "El Sr Obispo (...) vino de la Corte con orden de pasar luego a visitar los pueblos de su jurisdicción en dichas misiones, que son trece".
De la Torre escribió un exhaustivo informe que tituló "Razón que de su Visita General da el Dr. Dn. Manuel Antonio de la Torre, Obispo del Paraguay al Real y Supremo Consejo de Indias. Año de 1761". No obstante, el informe fue recibido por los oficiales de gobierno con desprecio por su estilo literario considerado pueril. Escribe el fiscal: 
"No puede menos de lascimarse, que un trabajo que podía ser utilísimo, Imprimiéndose todos estos papeles, para que cada Señor Ministro tuviese reservado un tanto de ellos, deje de serlo por el modo y accidentes con que están escritos".
Iniciada la visita por el territorio constató una enorme pobreza. A las razones culturales y climáticas agregaba que se obligaba a los campesinos a ocuparse "continuamente en el militar servicio y defensa de esta Provincia" contra la amenaza portuguesa y de los pueblos indígenas tobas, mocovíes y abipones. En las guardias de los 32 fuertes para la defensa del territorio que existían en ese entonces en la provincia "se ocupa cada vecino diez días al mes, con armas, municiones, caballos y alimentos a sus expensas; viniendo a ser en cada un año, ciento y veinte días, los de este ejercicio, sin otros muchos que gastan en diferentes correrías".
Otras razones eras derivadas de la estructura comercial colonial. El tabaco y yerba mate que lograban cosechar se vendía en Buenos Aires o, más frecuentemente, en la ciudad de Santa Fe, a orillas del río Paraná. Los santafecinos cobraban "de cada arroba (de tabaco) seis reales de plata" para dejar pasar las embarcaciones hacia Buenos Aires. 

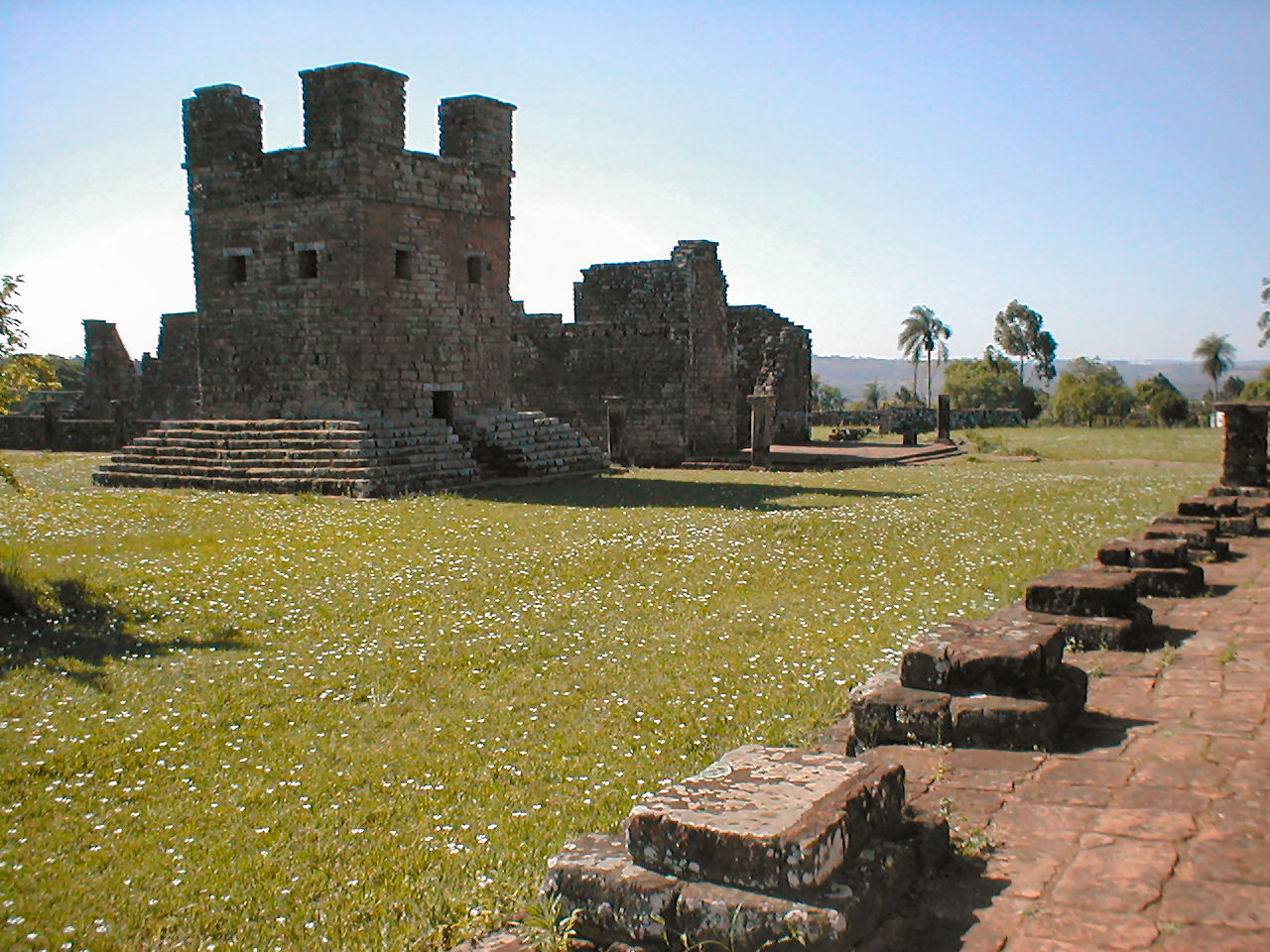
La Santísima Trinidad de Paraná.

De las poblaciones paraguayas menciona a sólo una "ciudad única llamada de la Asunción, sede del gobierno provincial; y a dos villas pequeñas, denominadas Villa Rica del Espíritu Santo y San Isidro de Curuguatí".
De Asunción afirma que está mal ubicada por su clima, es en extremo pobre y que sufre por naturaleza pero también por desidia los embates continuos del río. De Villa Rica que su nombre es una ironía "porque a la verdad no es rica villa, sino muy pobre, aun de Santo Espíritu". En cuanto a Curuguatí menciona que el pueblo se reducía "a muy pocas útiles, abreviadas casas, por habitar sus vecinos esparcidos en diferentes, remotos valles, a usanza de esta provincia".
Hace hincapié en su informe al soberano que existía una enorme diferencia entre los pueblos de indios gobernados en todo por sus curas, con aquellos gobernados en lo temporal por un administrador secular: estos últimos robaban y esclavizaban a los guaraníes con el único propósito de acrecentar sus riquezas personales. Esa división se originaba en un conflicto ocurrido años atrás entre el gobernador y el obispo Fr. Joseph Cayetano Palavicino que culminó con la separación de los clérigos de los asuntos temporales en los pueblos de indios.

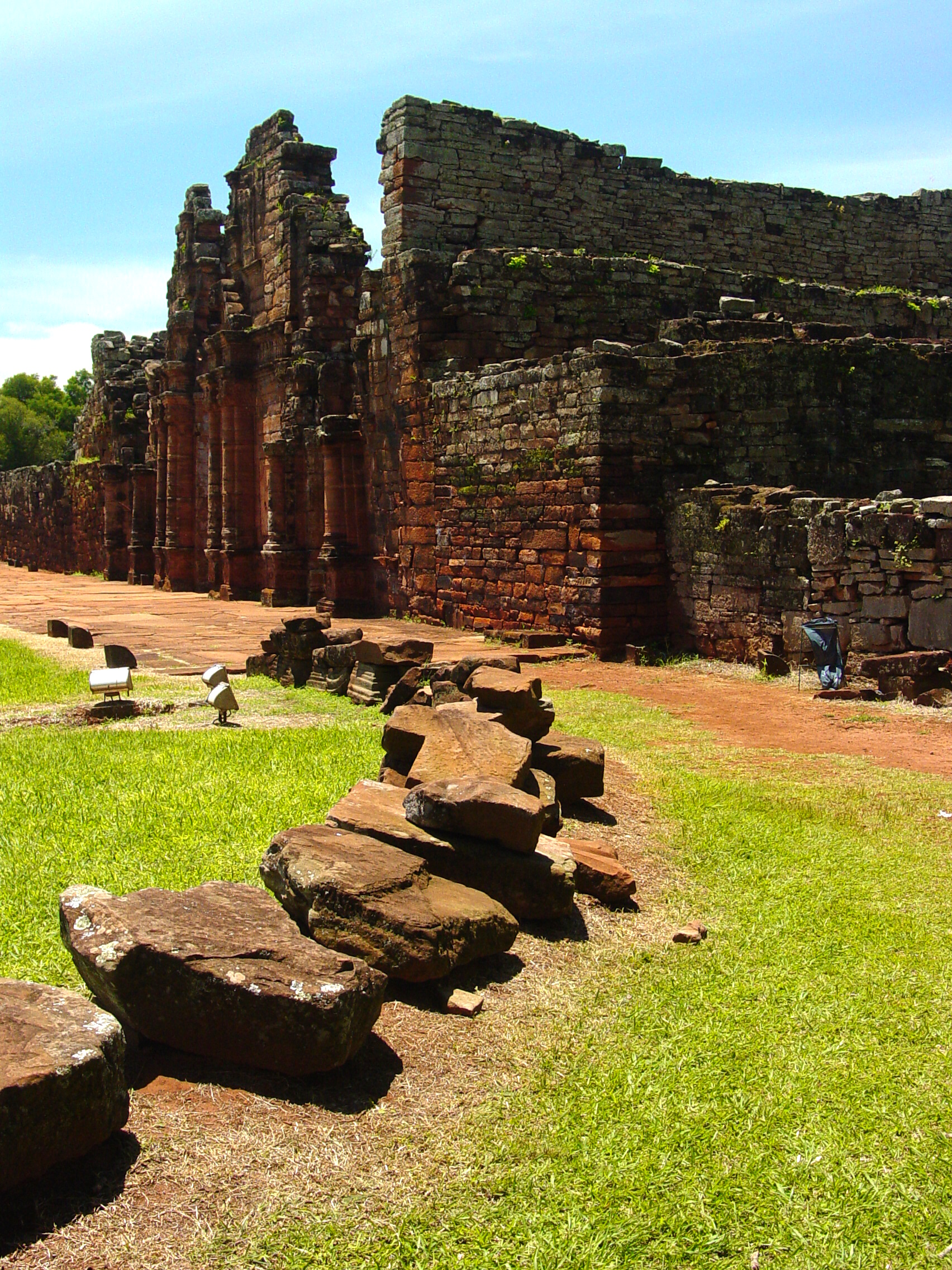
San Ignacio.

Una vez en las misiones jesuíticas todo cambia: "Todos (los trece pueblos antiguos) se hallan con especialísimo orden, y viva observancia de su primer establecimiento; y lográndose piadosa y justamente la excepción gravosa de encomiendas. Están muy poblados de indios, y muy fértiles y abundantes de los frutos de su trabajo, con copiosa cría de ganados, a influjos, celo, dirección, y cuidado de sus curas".
Los indígenas, excluyendo las tribus salvajes, eran entonces el 61,6% de la población del Paraguay y de esos un 88,7% habitaban las misiones jesuíticas y un 11,2% a los de las misiones dirigidas por clérigos y franciscanos. Según de la Torre los gobernados por la Compañía son distintos a todos los demás que ha visto "porque todos éstos, se hallan conformadas y bien ordenadas, espaciosas calles (..) [y en muchos pueblos] son todas las casas de piedra y teja".
A su regreso a Asunción una delegación de indios Mbaya solicitó el envío de misioneros y De la Torre resolvió apoyar la medida y derivarla a los jesuitas, con lo que el superior de la Compañía designó a dos sacerdotes para ese propósito, uno de ellos el padre José Sánchez Labrador.
Sería la última misión confiada a los jesuitas del Paraguay.
La visita le llevó buena parte de su estadía. Para octubre de 1760 De la Torre solicitó al rey su traslado alegando razones de salud. Estando vacante el obispado de Buenos Aires por la muerte de José Antonio Bazurco y Herrera, el 25 de marzo de 1762 Carlos III presentó su nombre al papa, nuevamente sin intervención del Consejo de Indias.

### Buenos Aires

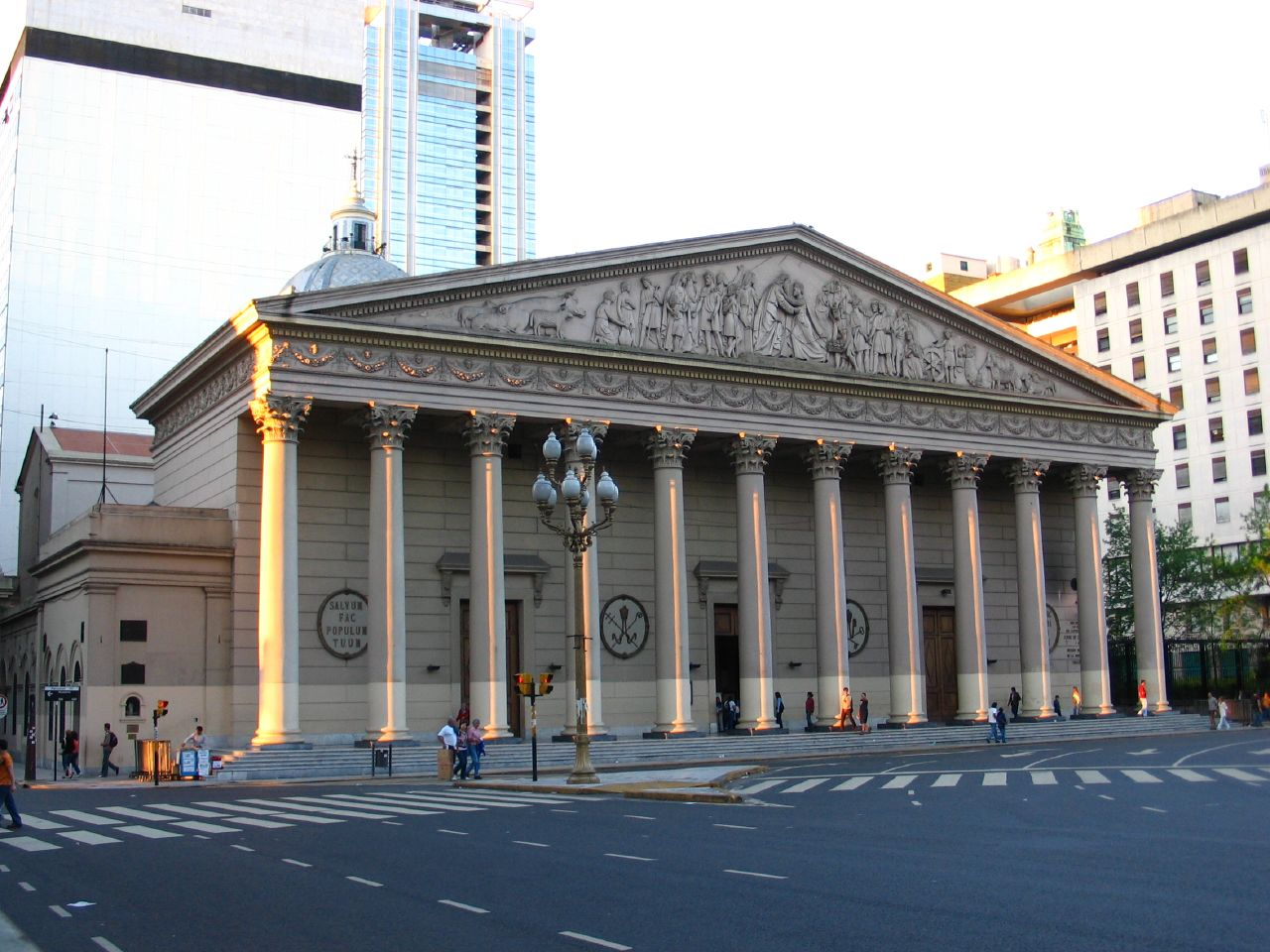
Exterior de la Catedral

Emprendió su viaje al Río de la Plata en octubre de 1763, realizando un minucioso recorrido por Corrientes - donde fundó el curato de Caá Catí-, Chaco y Santa Fe (1764), ciudad en la que permaneció cuatro meses y consagró a los nuevos obispos del Tucumán, Manuel Abad Illana y de Arequipa, Diego Salguero de Cabrera. 
En su visita a Santa Fe recriminó a los sacerdotes por permitir velorios que se extendían durante varios días y noches con juegos, bailes y fandangos, y borracheras, empleándose "lloradoras lamentatrices mulatas que gritan en estudio".
Llegó finalmente a Buenos Aires el 5 de enero de 1765. 
Era un decidido defensor de la autoridad absoluta del rey, crítico de la sociedad colonial incluyendo sus cabildos secular y eclesiástico, de la relativa laxitud en sus costumbres y de autonomía en sus criterios, propios de una sociedad de frontera, acostumbrada por otra parte a que sus últimos obispos y provisorios fueran naturales de la ciudad, celoso por último de sus prerrogativas y de violento carácter, De la Torre pronto chocó con todos en la ciudad, empezando por su gobernador Pedro de Cevallos, a causa del apoyo que este daba los jesuitas. 

#### La expulsión de los jesuitas

Misiones jesuíticas en el actual territorio de Argentina, Brasil y Paraguay.

Pese a lo que vio e informó en el norte, De la Torre se mantuvo fiel a su mandato y elevó críticas e informes negativos hacia los miembros de la Compañía de Jesús. 
Pronto el gobernador Cevallos fue reemplazado por Francisco de Paula Bucarelli y Ursúa, quien se hizo cargo del gobierno el 15 de agosto de 1766. Al igual que De la Torre pronto se enemistó con buena parte de la sociedad criolla. Traía por principal misión apoyar el cumplimiento de la expulsión de los jesuitas que fue finalmente dispuesta el 27 de febrero de 1767 por Carlos III.
En la madrugada del 3 de julio de 1767 los jesuitas establecidos en Buenos Aires, en San Ignacio y en el Colegio de Belén, fueron reunidos y conducidos como prisioneros a la misma Casa de Ejercicios construida por ellos, adyacente a la iglesia de la Residencia. La medida se extendió a Montevideo (6 de julio), Córdoba (día 12), y Santa Fe (13). En su marcha a Buenos Aires, aunque los frailes prisioneros percibían gestos de dolor en muchos vecinos, estos no podían hablarles o auxiliarlos por orden del obispo y bajo pena de excomunión. Una vez reunidos en Buenos Aires el 29 de julio, los jesuitas fueron embarcados y expulsados del Río de la Plata.

#### Nuevos Curatos
El 3 de noviembre de 1769 reorganizó el curato de la Catedral creando las parroquias de San Nicolás de Bari, Nuestra Señora de la Concepción del Alto de San Pedro, Nuestra Señora de Montserrat, Nuestra Señora de la Piedad y de Nuestra Señora del Socorro.
La medida había sido solicitada a Cevallos quien la rechazó, debiendo esperarse al nombramiento de su sucesor Bucarelli. Mientras por un lado se agregaban los nuevos curatos, por otro el obispo eliminaba el curato de indígenas San Juan Bautista, creado para atender las necesidades de los indios nativos por considerar que en la ciudad quedaban ya muy pocos y la mayoría se había mestizado.
En la campaña inmediata también reorganizó las parroquias: creó el curato de Las Conchas (1770), el de Nuestra Señora del Pilar (1771) separándolo del curato de Luján y el de Exaltación de la Cruz (1772).

#### Conflicto en el monasterio de las monjas capuchinas
Existían en Buenos Aires dos monasterios de monjas: el de Santa Catalina de Siena y el de Nuestra Señora del Pilar.
Con este último, de monjas capuchinas, De la Torre tuvo un serio conflicto. Consideraba que las religiosas estilaban efectuar sus propias averiguaciones de antecedentes en las solicitudes de ingreso a la orden para lo que tenían en cuenta habladurías de otras mujeres: el "rechazo de algunas bien nacidas por el hecho de ser hijas de pescador, carpintero o mestiza, suponía -según el discurso del obispo- el menosprecio de los primeros apóstoles, de San José, de las Leyes de Indias y de la Real Cédula de Felipe II de 1588, en la que se mandaba a los arzobispos y obispos de Indias aceptar a las mestizas en los monasterios de monjas, no obstante lo que dijeran sus constituciones".
De la Torre resolvió hacerse cargo personalmente de los antecedentes de las aspirantes. A fines de 1769 surgió el conflicto con la pretendiente María Antonia González: el informe del obispo era favorable, pero la madre de una religiosa afirmó que era mulata. Las consecuentes averiguaciones lo desestimaron por lo que De la Torre dio vista favorable a la petición y dio licencia a las monjas para votar el ingreso, derecho establecido por su regla.
Pese a la posición favorable de la abadesa, madre María Seraphina, la petición fue rechazada. De la Torre presionó por escrito y exigió una nueva votación, que resultó nuevamente negativa, por lo que amenazó con hacer intervenir al Tribunal de Justicia Eclesiástico, al Rey y al Papa consiguiendo mayoría en una tercera votación.
Sin embargo el problema seguiría. En octubre de 1770 y en febrero de 1771 las monjas votaron negativamente la profesión de la ahora novicia pese a su presión, por lo que el obispo apeló al Tribunal de Justicia Eclesiástica. El provisor Juan Baltasar Maciel falló a su favor considerando calumniosa la actitud de las capuchinas hizo público lo sucedido en la comunidad.
Finalmente De la Torre les obligó a aplicar los estatutos aprobados por Urbano VIII en 1627 que disponían el voto de todas las monjas y en el nuevo y ampliado escrutinio la novicia triunfó y profesó el 13 de junio de 1771.
El 23 de septiembre una de las monjas denunciaba al Rey al obispo y a la abadesa: el obispo permitía el ingreso de "toda esfera de gentes, como mulatas, mestizas y de sangre revuelta contra la voluntad de las Religiosas" y había prohibido a los confesores absolver a las que votaran negativamente, mientras que la abadesa imponía silencio sobre el tema y amenazaba con cárcel y cepo a las que desobedecieran.
En abril de 1772 De la Torre privó de voz y voto a las monjas que se le resistían, las que nuevamente escribieron al rey: "no queremos recibir esa suerte de gente no por soberbia como le parece a nuestro prelado sino porque la experiencia nos enseña que en mil de esa suerte apenas se halla una que sirva para la religiíon, es gente mal criada, sin obligación, y se portan en religión como quienes son".
Esta vez tendrían éxito. Carlos III aclararía que la fundación del convento "no tuvo otro objeto que el de que entrasen en él hijas de padres nobles y de la primera calidad de ese pueblo" de lo que el obispo se había desentendido al mostrarse "empeñado en que se diera el hábito de monja a una mulata hija de un sastre".
El conflicto seguiría y se acrecentaría llevando al convento a un cisma interno y sólo se daría por cerrado en 1789 tras la muerte de las principales protagonistas.

#### Últimos años
El 1 de octubre de 1770 casó en el palacio episcopal a Juan de San Martín con Gregoria Matorras, quienes serían padres del futuro libertador general José de San Martín. 
En lo que respecta a la administración parroquial, dio normas precisas a los párrocos para la atención de la feligresía y dictó un auto sobre las jurisdicciones parroquiales para evitar los conflictos entre los curas a causa del domicilio de sus habitantes. 
Su última labor pastoral en la diócesis fue la visita que realizó a los pueblos y curatos de la Banda Oriental entre noviembre de 1772 y fines de marzo de 1773. 
A fines de abril partió al Alto Perú para asistir al II Concilio Provincial de Charcas, celebrado en la ciudad de La Paz convocado por Carlos III, nombrando para gobernar la diócesis en su ausencia como vicario general del obispado y gobernador eclesiástico al canónigo Juan Baltasar Maciel.
Durante la travesía consagró sacerdotes y administró la confirmación a más de 15.000 personas. La asamblea en Charcas se desarrolló sin muchos logros y avances debido a las enfermedades de los prelados, las disensiones entre ellos y al fallecimiento del arzobispo Pedro Miguel de Argandoña el 11 de agosto de 1775 que obligaría a suspenderlo para ser reiniciado bajo la presidencia de Monseñor Francisco Ramón de Hervoso. 
De la Torre falleció en Charcas el 20 de octubre de 1776 y fue enterrado en la bóveda de esa ciudad. 
La noticia de su muerte llegó a Buenos Aires el 13 de diciembre de ese año. El Cabildo eclesiástico designó como vicario capitular a Maciel, pero este renunció y fue reemplazado por el deán José de Andujar que gobernó la diócesis entre el 17 de diciembre de 1776 y el 29 de febrero de 1779. 
Finalmente en febrero de 1780 se haría cargo efectivo el nuevo obispo, el franciscano Sebastián Malvar y Pinto.